# 3. huzarski polk (Avstro-Ogrska)
Za druge 3. polke glejte 3. polk.
3. huzarski polk (izvirno nemško Husaren Regiment »von Hadik« Nr. 3; dobesedno slovensko: Huzarski polk »Grof von Hadik« št. 3) je bil konjeniški polk avstro-ogrske skupne vojske.

## Zgodovina
Polk je bil ustanovljen leta 1702. 

### Prva svetovna vojna
Polkovna narodnostna sestava leta 1914 je bila sledeča: 68% Madžarov in 32% drugih.
Polkovne enote so bile garnizirane v Brașovu.

## Poveljniki polka
- 1859: Friedrich Rupprecht von Virtsolog[5]
- 1865: Julius von Gradwohl[6]
- 1879: Theodor Galgoczy de Galantha[7]
- 1908: Peter Arnold[8]
- 1914: Friedrich von Kirsch[9]